# Фондо Ока (Ређо Емилија)
Фондо Ока је насеље у Италији у округу Ређо Емилија, региону Емилија-Ромања.
Према процени из 2011. у насељу је живело 78 становника. Насеље се налази на надморској висини од 123 м.